# Alexandre Amaro
Alexandre Amaro (Santo André, 10 de setembro de 1973) é um radialista, apresentador de televisão, pastor evangélico e político brasileiro filiado ao Republicanos. Foi reeleito Deputado Estadual para seu segundo mandato nas Eleições gerais no Brasil em 2022 com mais de 52 mil votos.

## Biografia
Alexandre Amaro é natural de Santo André, estado de São Paulo, e chegou ao Paraná em 2010. É casado há 27 anos com Vanilda Amaro.
Há mais de duas décadas realiza um trabalho voluntário voltado para a área social, onde o foco é jovens em processo de recuperação. Através de atendimento e aconselhamento junto à dependentes químicos e suas famílias, busca reintegrar jovens à sociedade.
Atua como pastor evangélico na Igreja Universal do Reino de Deus e também é palestrante do âmbito motivacional junto às pessoas empreendedoras. É praticante de Jiu-Jitsu tendo alcançado a faixa azul da modalidade em 2020, dentre as suas bandeiras a defesa do esporte marcial tem sido um dos pontos fortes.
Nas eleições de 2018 foi eleito para seu primeiro mandato para Assembleia Legislativa do Paraná com 49.565 votos, tendo recebido votos em mais de 350 municípios. É membro titular de 7 Comissões Permanentes na Assembleia Legislativa do Paraná sendo vice-presidente da Comissão de Educação e vice-presidente da Comissão de Tomadas de Contas. Em 2020 ocupou a 5ª Secretaria na Mesa Diretora da Assembleia Legislativa do Paraná. Ainda em 2020 foi eleito 3º secretário da Mesa Diretora para o biênio 2021-2023 tomando posse em 1º de fevereiro de 2021.
Dentre os projetos de lei de sua autoria aprovados e sancionados destaca-se a lei estadual 20.205 de 13 de maio de 2020 que tornou as igrejas e templos de qualquer culto como atividade essencial em períodos de calamidade pública, afetando diretamente o funcionamento de instituições religiosas durante a pandemia de Covid-19. 
Suas bandeiras políticas são esporte, família, causa animal.

## Vida Profissional
Atua como radialista e apresentador de televisão e já trabalhou como gerente em uma instituição financeira.

## Vida Acadêmica
É graduado em Teologia pela FATERJ, pós-graduado em Administração Pública pela Estácio de Sá, e também pós-graduado em Análise e Marketing Político pela Faculdade Republicana.

## Leis aprovadas e sancionadas
- Lei 20.395/2020 - Insere no Calendário Oficial de Eventos do Estado do Paraná, o Dia do Clamor de Jejum e Oração
- Lei 20.337/2020 - Insere no Calendário Oficial de Eventos do Estado do Paraná o Dezembro Faixa Preta, realizado anualmente no mês de dezembro
- Lei 20.333/2020 (co-autor) - Suspende os prazos de validade dos concursos públicos já homologados durante o período de vigência de calamidade pública no Estado do Paraná, em decorrência da pandemia do Coronavírus SARS-CoV-2.
- Lei 20.291/2020 (co-autor) - Inclui o inciso IX no art. 156 da Lei nº 15.608, de 16 de agosto de 2007
- Lei 20.277/2020 - Institui o Dia do Entregador, a ser comemorado anualmente em 16 de março.
- Lei 20.240/2020 (co-autor) - Dispõe sobre a Força Estadual da Saúde do Paraná
- Lei 20.205/2020 - Estabelece as igrejas e os templos de qualquer culto como atividade essencial em períodos de calamidade pública no estado do Paraná.
- Lei 20.187/2020 (co-autor) -  Dispõe sobre diretrizes e medidas de saúde para o enfrentamento e intervenção imediata em situação de emergência em caso de endemias, epidemias e pandemias, inclusive do Coronavírus - Covid-19, no Estado do Paraná, e dá outras providências
- Lei 20.085/2019 - Dispõe sobre a obrigatoriedade de fornecimento de histórico de utilização de serviços pré-pagos por empresas que oferecem essa modalidade de pagamento.
- Lei 20.066/2019 - Concede o Título de Utilidade Pública ao Instituto Decisão de Apoio Social, com sede no Município de São José dos Pinhais.
- Lei 20.046/2019 - Altera a Lei nº 14.586, de 22 de dezembro de 2004, que proíbe a cobrança de ICMS nas contas de serviços públicos estaduais a igrejas e templos de qualquer culto.
- Lei 19.974/2019 - Concede o Título de Utilidade Pública ao Programa Social Transformando Gerações, com sede no Município de Ponta Grossa.
- Lei 19.947/2019 - Concede o Título de Utilidade Pública à Associação Kumogakure Ryu Ninpo, com sede no Município de Umuarama.
- Lei 19.871/2019 - Insere no Roteiro Oficial de Turismo Religioso do Estado do Paraná o Templo Maior – Casa de Oração Para Todos os Povos, situado no Município de Curitiba.